# Aeroportul Sohar
Aeroportul Sohar (IATA: OHS, ICAO: OOSH) este un aeroport din Sohar⁠(d), Al Batinah North Governorate⁠(d), Oman ce deservește zona Sohar⁠(d). Aeroportul a fost tranzitat în 2018 de 336.235 de pasageri. A fost deschis în 2018 și numit după zona deservită.
aeroportul dispune de o singură pistă.